# パーシャンボーイ
パーシャンボーイは、イギリスで生まれ日本で調教された競走馬（外国産馬）である。第27回宝塚記念の勝ち馬。また、この宝塚記念が日本におけるグレード制導入後、最初の外国産馬によるGI制覇である。

## 日本に渡ってきた経緯
父パーシャンボールドの現役時代の成績は並のものであったが、ボールドルーラーの直孫にあたり、母系も母父レルコ・母母父ブルーピーターともに英ダービー馬という血統で、その父ボールドラッドもイギリスで3歳王者の実績がある。馬主である伊達秀和は最初、父馬のパーシャンボールドを種牡馬として輸入しようとしたが交渉がうまくいかなかったため、種牡馬としての将来も見越し、パーシャンボールドの仔を日本で走らせるためにアイルランドのセリで本馬を落札した。

## 戦績
欧州から日本に渡って来た本馬は、育成を経て高松厩舎に入厩することとなった。しかし体質的な弱さからデビューは明け4歳までずれ込んだ。デビュー戦は1985年2月24日、中山芝2,000メートルの新馬戦で5着に終わる。その後、中2週ほどの間隔で中山を2戦使われるも2戦連続2着となったが、3戦目の直後に重度の右後脚骨折を発症した。引退の検討もなされたが、オーナーの意思もあり引退はせず未勝利のまま休養に入った。
約10ヶ月の休養から復帰したが、既に5歳以上の未勝利戦は組まれていなかったため、中京の400万下条件戦で復帰。復帰後は、中京のダート戦を2戦使ったもののともに着外に敗れた。しかし、芝に路線変更した小倉の400万下条件戦を連勝し、その勢いで900万下の特別戦も勝ち、陣営は宝塚記念を春の大目標とした。宝塚記念に間に合わせるために中2週で臨んだ谷川岳ステークスは2着となったため、安田記念に出走するプランを変更し、確実に勝つために準オープンに出走し勝利を収めた。オープン入りし、推薦制度での宝塚出走にかけることとなった。
シンボリルドルフが引退、ミホシンザンは故障、シリウスシンボリは海外遠征と一流馬が不在ということもあり、パーシャンボーイは無事に推薦馬に選出された。栗東での最終追いきりはラスト3ハロン33.0というすばらしい動きとなった。陣営が鞍上に前年の未勝利戦以来となる柴田政人を起用したこともあり、当年春の天皇賞を勝ったクシロキング、ファン投票1位のスダホークに次ぐ3番人気に支持された。
レースはクシロキングをマンマークして好位を追走していたが、クシロキングの反応が鈍いため早めに進出を開始し、後続もそれに続いた。最後の直線は、伸びないクシロキングや追い込んでくるスダホークやスズカコバンを尻目にメジロトーマス（当年春の天皇賞2着）とともに先頭に立ち一騎討ちになったが、1 3/4馬身差をつけて快勝。重賞初制覇が「外国産馬はGIを勝てない」というジンクスを打ち破るGI制覇となった。
その後は、秋に備え休養しジャパンカップや有馬記念を目標に調整されていたが、春の4ヶ月で遠征多数の8戦という過酷なローテーションや元々の脚部不安もあり屈腱炎を発症し引退。種牡馬入りとなった。

## 競走成績
以下の内容は、netkeiba.comに基づく。
| 競走日     | 競馬場 | 競走名        | 格      | 距離（馬場）  | 頭 数 | 枠 番 | 馬 番 | オッズ （人気） | 着順 | タイム （上り） | 着差 | 騎手        | 斤量 [kg] | 1着馬（2着馬）       | 馬体重 [kg] |
| ---------- | ------ | ------------- | ------- | ------------- | ----- | ----- | ----- | --------------- | ---- | --------------- | ---- | ----------- | --------- | -------------------- | ----------- |
| 1985.02.24 | 中山   | 4歳新馬       |         | 芝2000m（良） | 16    | 3     | 5     | 015.20（5人）   | 05着 | R2:05.10000000  | -1.1 | 0田面木博公 | 55        | バンダルオー         |             |
| 0000.03.10 | 中山   | 4歳新馬       |         | 芝1600m（稍） | 10    | 5     | 5     | 005.30（3人）   | 02着 | R1:37.60000000  | -0.3 | 0柴田政人   | 55        | シュンミサキ         |             |
| 0000.03.31 | 中山   | 4歳未勝利     |         | 芝2200m（重） | 14    | 5     | 7     | 002.30（1人）   | 02着 | R2:20.00000000  | -0.3 | 0柴田政人   | 55        | トウショウドリーム   |             |
| 1986.02.01 | 中京   | 5歳上400万下  |         | ダ1700m（良） | 11    | 1     | 1     | 005.40（3人）   | 07着 | R1:50.7（40.4） | -1.4 | 0中村力男   | 56        | レッドスピリッツ     | 498         |
| 0000.02.16 | 中京   | 美濃特別      | 400万下 | ダ2200m（良） | 9     | 4     | 4     | 008.50（5人）   | 08着 | R2:26.2（40.4） | -2.5 | 0中村力男   | 56        | ブルートロピカル     | 502         |
| 0000.03.09 | 小倉   | 5歳上400万下  |         | 芝2600m（良） | 11    | 4     | 4     | 010.30（5人）   | 01着 | R2:41.6（37.0） | -1.0 | 0中村力男   | 56        | （シンオーシャン）   | 496         |
| 0000.03.23 | 小倉   | 北方特別      | 400万下 | 芝1800m（不） | 11    | 7     | 9     | 004.00（2人）   | 01着 | R1:52.7（37.3） | -0.2 | 0中村力男   | 57        | （ダイナパワー）     | 496         |
| 0000.04.06 | 中山   | 千葉日報杯    | 900万下 | 芝2200m（良） | 12    | 7     | 10    | 006.10（4人）   | 01着 | R2:15.0（36.9） | -0.3 | 0田面木博公 | 56        | （アサカテームオー） | 488         |
| 0000.04.27 | 新潟   | 谷川岳S       | OP      | 芝1600m（稍） | 11    | 7     | 9     | 007.10（4人）   | 02着 | R1:35.6（48.7） | -0.1 | 0田面木博公 | 54        | ダイナシュガー       | 498         |
| 0000.05.11 | 東京   | 5歳上1400万下 |         | 芝2000m（良） | 7     | 6     | 6     | 001.40（1人）   | 01着 | R2:02.3（47.9） | -0.1 | 0田面木博公 | 56        | （エプソムチーフ）   | 500         |
| 0000.06.01 | 阪神   | 宝塚記念      | GI      | 芝2200m（良） | 17    | 1     | 2     | 007.10（3人）   | 01着 | R2:14.4（47.7） | -0.2 | 0柴田政人   | 56        | （メジロトーマス）   | 492         |

## 引退後
種牡馬入り後は、初年度こそ40頭とそれなりの交配がなされたが、当初は目立った産駒もなく、良血種牡馬の輸入が増えた影響などから交配数は減少し、1993年には僅か7頭に留まる程であった。しかしこの頃からパーシャンスポット（クイーンステークス・新潟記念・府中牝馬ステークスで2着）等の活躍馬が現れている。産駒の活躍で繁殖の量・質が上がり始めた矢先、種付け中に心臓麻痺を発症し13歳で死亡した。

### 主な産駒
- パーシャンスポット（クイーンステークス2着、新潟記念2着、府中牝馬ステークス2着）[2]
- リンデンバウム（中山大障害3着）[2]
- メイタイザン（関東オークス3着）[2]

### 母の父としての主な産駒
- マイシーズン - 牡、父ホワイトマズル（1999年グランシャリオカップ）[3]
- スーパージーン - 牡、父サッカーボーイ（2004年新潟記念）[3]

## 血統表
| パーシャンボーイ(Persian Boy)の血統      | パーシャンボーイ(Persian Boy)の血統    | パーシャンボーイ(Persian Boy)の血統 | （血統表の出典）       | （血統表の出典） |
| 父系                                     | ボールドルーラー系                     | ボールドルーラー系                  | ボールドルーラー系     | [ § 2 ]          |
| 父 Persian Bold 1975 黒鹿毛 アイルランド | 父の父Bold Lad 1964 鹿毛 アイルランド  | Bold Ruler                          | Nasrullah              | Nasrullah        |
| 父 Persian Bold 1975 黒鹿毛 アイルランド | 父の父Bold Lad 1964 鹿毛 アイルランド  | Bold Ruler                          | Miss Disco             |                  |
| 父 Persian Bold 1975 黒鹿毛 アイルランド | 父の父Bold Lad 1964 鹿毛 アイルランド  | Barn Pride                          | Democratic             | Democratic       |
| 父 Persian Bold 1975 黒鹿毛 アイルランド | 父の父Bold Lad 1964 鹿毛 アイルランド  | Barn Pride                          | Fair Alycia            |                  |
| 父 Persian Bold 1975 黒鹿毛 アイルランド | 父の母Relkarunner 1968 黒鹿毛 イギリス | Relko                               | Tanerko                | Tanerko          |
| 父 Persian Bold 1975 黒鹿毛 アイルランド | 父の母Relkarunner 1968 黒鹿毛 イギリス | Relko                               | Relance                |                  |
| 父 Persian Bold 1975 黒鹿毛 アイルランド | 父の母Relkarunner 1968 黒鹿毛 イギリス | Running Blue                        | Blue Peter             | Blue Peter       |
| 父 Persian Bold 1975 黒鹿毛 アイルランド | 父の母Relkarunner 1968 黒鹿毛 イギリス | Running Blue                        | Run Honey              |                  |
| 母 Cryptomeria 1974 栗毛 イギリス        | 母の父Crepello 1954 栗毛 イギリス      | Donatello                           | Blenheim               | Blenheim         |
| 母 Cryptomeria 1974 栗毛 イギリス        | 母の父Crepello 1954 栗毛 イギリス      | Donatello                           | Delleana               |                  |
| 母 Cryptomeria 1974 栗毛 イギリス        | 母の父Crepello 1954 栗毛 イギリス      | Crepuscule                          | Mieuxce                | Mieuxce          |
| 母 Cryptomeria 1974 栗毛 イギリス        | 母の父Crepello 1954 栗毛 イギリス      | Crepuscule                          | Red Sunset             |                  |
| 母 Cryptomeria 1974 栗毛 イギリス        | 母の母Miss Glen 1964 栗毛 フランス     | Abernant                            | Owen Tudor             | Owen Tudor       |
| 母 Cryptomeria 1974 栗毛 イギリス        | 母の母Miss Glen 1964 栗毛 フランス     | Abernant                            | Rustom Mahal           |                  |
| 母 Cryptomeria 1974 栗毛 イギリス        | 母の母Miss Glen 1964 栗毛 フランス     | Couloir                             | Court Martial          | Court Martial    |
| 母 Cryptomeria 1974 栗毛 イギリス        | 母の母Miss Glen 1964 栗毛 フランス     | Couloir                             | Golden Gulf            |                  |
| 母系(F-No.)                              | 14号族(FN:14-b)                        | 14号族(FN:14-b)                     | 14号族(FN:14-b)        | [ § 3 ]          |
| 5代内の近親交配                          | Hyperion S5×M5 = 6.25%                 | Hyperion S5×M5 = 6.25%              | Hyperion S5×M5 = 6.25% | [ § 4 ]          |
| 出典                                     | 1. 2. 3. 4.                            | 1. 2. 3. 4.                         | 1. 2. 3. 4.            | 1. 2. 3. 4.      |